# Zentralamerika- und Karibikspiele 2002
Die 19. Zentralamerika- und Karibikspiele fanden vom 23. November bis 7. Dezember 2002 in San Salvador, der Hauptstadt El Salvadors, statt.
Da Kuba erstmals seit 1959 nicht teilnahm, war mit Mexiko, dessen Sportler 146 Goldmedaillen in insgesamt 448 Wettbewerben gewannen, erstmals seit 1966 eine andere Nation an der Spitze des Medaillenspiegels.

## Teilnehmende Nationen
31 Länder nahmen mit insgesamt 4301 Athleten an den Zentralamerika- und Karibikspielen teil.
| - Amerikanische Jungferninseln - Antigua und Barbuda - Aruba - Bahamas - Barbados - Belize - Bermuda - Britische Jungferninseln - Cayman Islands - Costa Rica - Dominica | - Dominikanische Republik - El Salvador - Guatemala - Grenada - Guyana - Haiti - Honduras - Jamaika - Kolumbien - Mexiko - Nicaragua | - Niederländische Antillen - Panama - Puerto Rico - St. Kitts und Nevis - St. Lucia - St. Vincent und die Grenadinen - Suriname - Trinidad und Tobago - Venezuela |

## Sportarten
Bei den Zentralamerika- und Karibikspielen waren 37 Sportarten im Programm. Neu im Programm waren Wettbewerbe im Modernen Fünfkampf und Squash. Handball und Racquetball wurden in der Dominikanischen Republik ausgetragen, die Segelwettbewerbe in Mexiko, Kanu in Guatemala und Hockey in Puerto Rico.
| - Badminton - Baseball - Basketball - Bogenschießen - Bowling - Boxen - Fechten - Fußball - Gewichtheben - Handball - Hockey - Judo - Kanu | - Karate - Leichtathletik - Moderner Fünfkampf - Racquetball - Radsport - Reiten - Rhythmische Sportgymnastik - Ringen - Rollschuh - Rudern - Schießen - Schwimmen - Segeln | - Softball - Squash - Synchronschwimmen - Taekwondo - Tennis - Tischtennis - Triathlon - Turnen - Volleyball - Wasserball - Wasserspringen |

Fett markierte Links führen zu den detaillierten Ergebnissen der Spiele

## Medaillenspiegel
| Platz | Land                         | Gold | Silber | Bronze | Gesamt |
| ----- | ---------------------------- | ---- | ------ | ------ | ------ |
| 01    | Mexiko                       | 146  | 114    | 101    | 361    |
| 02    | Venezuela                    | 108  | 103    | 79     | 290    |
| 03    | Kolumbien                    | 63   | 59     | 57     | 179    |
| 04    | Dominikanische Republik      | 33   | 36     | 62     | 131    |
| 05    | Puerto Rico                  | 32   | 47     | 61     | 140    |
| 06    | Guatemala                    | 20   | 23     | 47     | 90     |
| 07    | El Salvador                  | 18   | 40     | 66     | 124    |
| 08    | Jamaika                      | 6    | 10     | 9      | 25     |
| 09    | Trinidad und Tobago          | 5    | 1      | 11     | 17     |
| 10    | Costa Rica                   | 4    | 3      | 6      | 13     |
| 11    | Haiti                        | 2    | 2      | 6      | 10     |
| 12    | Panama                       | 2    | 2      | 2      | 6      |
| 13    | Amerikanische Jungferninseln | 2    | —      | 1      | 3      |
| 14    | Barbados                     | 1    | 2      | 6      | 9      |
| 15    | Suriname                     | 1    | 1      | 2      | 4      |
| 16    | Honduras                     | 1    | —      | 8      | 9      |
| 17    | Nicaragua                    | 1    | —      | 4      | 5      |
| 18    | Cayman Islands               | 1    | —      | 1      | 2      |
| 19    | Britische Jungferninseln     | 1    | —      | —      | 1      |
| 19    | St. Lucia                    | 1    | —      | —      | 1      |
| 21    | Guyana                       | —    | 1      | 7      | 8      |
| 22    | Antigua und Barbuda          | —    | 1      | 1      | 2      |
| 23    | Belize                       | —    | —      | 2      | 2      |
| 23    | Niederländische Antillen     | —    | —      | 2      | 2      |
| 23    | St. Kitts und Nevis          | —    | —      | 2      | 2      |
| 26    | Bahamas                      | —    | —      | 1      | 1      |
| 26    | Dominica                     | —    | —      | 1      | 1      |
| 26    | Grenada                      | —    | —      | 1      | 1      |